# Gregor Beugnot
Gregor Beugnot (Cliron, 7 ottobre 1957) è un ex cestista e allenatore di pallacanestro francese.
È il fratello di Éric Beugnot e il figlio di Jean-Paul Beugnot.

## Giocatore
Beugnot ha fatto parte della formazione francese che giocò le Olimpiadi del 1984.
Nel 1988 vince la Coppa delle Coppe, il campionato di Francia e il Tournoi des As con il Limoges.
Negli anni 1979, 1982, 1985 e 1988 il campionato di Francia.

## Allenatore
Inizia nel Racing Parigi per poi allenare per ben 9 anni l'ASVEL con il quale vince 3 coppe di Francia, raggiunge una Final4 di Eurolega ed è per 5 volte finalista del campionato.
Nel 2001 sbarca in Italia con la prestigiosa Pallacanestro Varese ma la sua esperienza non lascia ricordi indelebili.
Torna dunque in Francia e dal 2003 allena il Chalon.
Nel 1996, 1997 e 1998 vince il premio come miglior allenatore di Francia.

## Palmarès

### Giocatore
- Campionato francese: 5

Le Mans: 1978-79, 1981-82
CSP Limoges: 1984-85, 1987-88, 1988-89
- Coppa delle Coppe: 1

CSP Limoges: 1987-88

### Allenatore

#### Squadra
- Campionato francese: 1

Élan Chalon: 2011-12
- Coppa di Francia: 5

ASVEL: 1996, 1997, 2001
Elan Chalon: 2010-11, 2011-12
- Semaine des As: 1

Élan Chalon: 2012
- Match des Champions: 1

Paris-Levallois: 2013

#### Individuale
- Miglior allenatore della LNB Pro A: 4

ASVEL: 1995-96, 1996-97, 1997-98
Chalon: 2011-12